# Fidji aux Jeux paralympiques
Les Fidji participent aux Jeux paralympiques depuis 1964, initialement de manière sporadique. Ils participent uniquement aux Jeux d'été.
Absent lors des premiers Jeux en 1960, le pays, qui est alors une colonie britannique, envoie un unique athlète concourir en haltérophilie aux Jeux d'été de Tokyo en 1964. Il en revient sans médaille, et le pays est absent aux deux prochaines éditions des Jeux. Indépendant depuis 1970, il envoie une délégation de huit athlètes aux épreuves d'athlétisme et de natation aux Jeux de 1976 à Toronto. C'est sa plus grande délégation à ce jour, mais elle ne remporte pas non plus de médaille, et précède vingt ans d'absence des Fidji aux Jeux. 
De retour aux Jeux en 1996, le pays participe dès lors sans interruption, bien qu'avec des délégations plus petites. Il se concentre sur les épreuves d'athlétisme, hormis la participation de la nageuse Manasa Marisiale (2000 et 2004), ou du judoka Ratu Tevita Susu (en 2000). En 2008, la délégation est réduite à un seul athlète, le sprinteur malvoyant Ranjesh Prakash ; et en 2012, les Fidji n'envoient qu'Iliesa Delana (amputé de la jambe gauche), pour la seule épreuve du saut en hauteur. Il y remporte la médaille d'or, offrant au pays sa première médaille paralympique ou olympique, et décrochant la première médaille d'or paralympique ou olympique jamais obtenue par un athlète des îles du Pacifique. Ce n'est également que la seconde médaille paralympique décrochée par un insulaire du Pacifique, après la médaille d'argent du sprinteur papou-néo-guinéen Francis Kompaon en 2008,.

## Bilan général
Ces données proviennent de la base de données du Comité international paralympique.

### Médailles par année
| Année | Athlètes          | Médaille d'or, Jeux paralympiques | Médaille d'argent, Jeux paralympiques | Médaille de bronze, Jeux paralympiques | Total             | Rang              |
| 1960  | N'a pas participé | N'a pas participé                 | N'a pas participé                     | N'a pas participé                      | N'a pas participé | N'a pas participé |
| 1964  | 1                 | 0                                 | 0                                     | 0                                      | 0                 | -                 |
| 1968  | N'a pas participé | N'a pas participé                 | N'a pas participé                     | N'a pas participé                      | N'a pas participé | N'a pas participé |
| 1972  | N'a pas participé | N'a pas participé                 | N'a pas participé                     | N'a pas participé                      | N'a pas participé | N'a pas participé |
| 1976  | 8                 | 0                                 | 0                                     | 0                                      | 0                 | -                 |
| 1980  | N'a pas participé | N'a pas participé                 | N'a pas participé                     | N'a pas participé                      | N'a pas participé | N'a pas participé |
| 1984  | N'a pas participé | N'a pas participé                 | N'a pas participé                     | N'a pas participé                      | N'a pas participé | N'a pas participé |
| 1988  | N'a pas participé | N'a pas participé                 | N'a pas participé                     | N'a pas participé                      | N'a pas participé | N'a pas participé |
| 1992  | N'a pas participé | N'a pas participé                 | N'a pas participé                     | N'a pas participé                      | N'a pas participé | N'a pas participé |
| 1996  | 2                 | 0                                 | 0                                     | 0                                      | 0                 | -                 |
| 2000  | 4                 | 0                                 | 0                                     | 0                                      | 0                 | -                 |
| 2004  | 2                 | 0                                 | 0                                     | 0                                      | 0                 | -                 |
| 2008  | 1                 | 0                                 | 0                                     | 0                                      | 0                 | -                 |
| 2012  | 1                 | 1                                 | 0                                     | 0                                      | 1                 | 52e               |
| Total |                   | 1                                 | 0                                     | 0                                      | 1                 |                   |

### Médaillés fidjiens
| Jeux         | Nom           | Sport      | Épreuve                    | Résultat |
| ------------ | ------------- | ---------- | -------------------------- | -------- |
| 2012 Londres | Iliesa Delana | Athlétisme | Saut en hauteur hommes F42 | 1,74 m   |